# Железная дорога Бологое — Псков
Бологое-Псковская железная дорога (встречается название Псково-Бологовская железная дорога) — железнодорожная линия между городами Бологое и Псков.
C 1897 года дорога входила в состав Московско-Виндаво-Рыбинской железной дороги. В настоящее время линия Бологое — Псков принадлежит Октябрьской железной дороге.

## История
Железная дорога, как и вся инфраструктура от Пскова до Бологое вдоль нее, за исключением конечных пунктов, была построена «Обществом Московско-Виндаво-Рыбинской железной дороги в 1894—1897 годах». На железной дороге Бологое — Псков было построено 16 станций (Березки, Карамышево, Подсевы, Порхов, Дно, Морино, Волот и другие). Строительство осуществлялось комплексно. Строилась не только сама колея дороги, но одновременно все необходимые для ее эксплуатации хозяйственные службы: путевое хозяйство со станциями и разъездами, службы связи, водоснабжение с водокачками и водонапорными башнями, службы тяги с паровозными и вагонными депо, жилые дома для рабочих. По типовому проекту на станциях были возведены одноэтажные деревянные вокзалы. Станцию Дно начали строить в 1894 году и открыли для движения в 1897 году. На станции, кроме необходимых станционных сооружений, было устроено круглое паровозное депо, где можно было производить ремонт паровозов.
Все сооружения общества Московско-Виндаво-Рыбинской железной дороги проектировались в соответствии с последними техническими достижениями. Многие здания, выстроенные вначале из дерева, затем перестраивались из кирпича.
Пассажирское и товарное движение открыто 11 ноября 1897 года. В ноябре 1897 года от департамента железных дорог поступила телеграмма: «Господину Псковскому губернатору. Имею честь сообщить вашему Превосходительству, что 11 ноября 1897 года открыто правильное пассажирское и товарное движение по отстроенному Бологое-Псковскому участку Московско-Виндаво-Рыбинской железной дороги: от станции Псков Псково-Рижской железной дороги до станции Бологое Николаевской железной дороги на протяжении 334,58 верст. Министр путей сообщения».
Псков оказался на пересечении железных дорог: Петербурго-Варшавской, Псково-Рижской и Бологое — Псковской, и превратился в крупный железнодорожный узел.

## Фотогалерея
- Псков-Пассажирский ночью
- Порхов. Дореволюционное фото
- Дно. Железнодорожный вокзал, вид с платформы
- Дно. Зал ожидания вокзала
- Старая Русса. Кассовый зал вокзала
- Лычково. Памятник «Ленинградским детям…»

## Инженерные сооружения
Мосты через реки Шелонь, Полисть, Ловать, Редью, Полу, Полометь.